# Blaesoxipha bhutanensis
Blaesoxipha bhutanensis är en tvåvingeart som beskrevs av Nandi 1993. Blaesoxipha bhutanensis ingår i släktet Blaesoxipha och familjen köttflugor. Inga underarter finns listade i Catalogue of Life.